# Полосатые сумчатые куницы
Полоса́тые су́мчатые куни́цы (Myoictis) — род млекопитающих семейства хищных сумчатых.

## Виды и распространение
В составе рода полосатых сумчатых куниц выделяют 4 вида:
- Myoictis leucura. Обитает у южных подножий центральных горных систем Папуа — Новой Гвинеи, от горы Босави на западе до горы Виктория на востоке[1].
- Полосатая сумчатая куница, Myoictis melas. Обитает в лесах острова Новая Гвинея, на территории провинции Папуа Индонезии и в северо-восточной части Папуа — Новой Гвинеи. Также встречается на острове Салавати[2]. Длительное время считался единственным видом рода.
- Myoictis wallacii. Обитает на островах Ару, а также в южной части острова Новая Гвинея в Индонезии. Длительное время считался подвидом Myoictis melas[2].
- Myoictis wavicus. Обитает у северных подножий центральных горных систем Папуа — Новой Гвинеи, недалеко от города Вау[1].

## Внешний вид
Вид Myoictis melas представляет собой небольшое млекопитающее. Длина тела — 17-21 см, длина хвоста — 14-20 см. Голова заострённая. Хвост длинный, покрытый волосами. Мех на спине красно-бурый, с тремя продольными полосами. Голова, брюхо и конечности имеют жёлтый или красноватый оттенок. На носу может быть чёрная полоса. Хвост буро-чёрный. Мех у вида Myoictis wallacii красно-бурый, слегка осветлённый на голове и хвосте.
Myoictis leucura отличается от всех остальных видов формой хвоста. Он немного короче, а кончик покрыт белым мехом. Кроме того, Myoictis leucura больше по размерам чем Myoictis wavicus, однако имеет похожий размер с Myoictis melas и Myoictis wallacii.

## Образ жизни
Экология полосатых сумчатых куниц исследована мало. Согласно имеющимся данным, эти млекопитающие активны в дневное время суток. Являются хищниками. Основу рациона составляют различные насекомые, пауки, а также небольшие позвоночные, в том числе грызуны, птицы и ящерицы. Вероятно, питаются и пресноводными креветками.

## Размножение
Выводковая сумка развита слабо. У самок вида Myoictis leucura обычно 4 соска, у других видов 6.